# Beiwähr

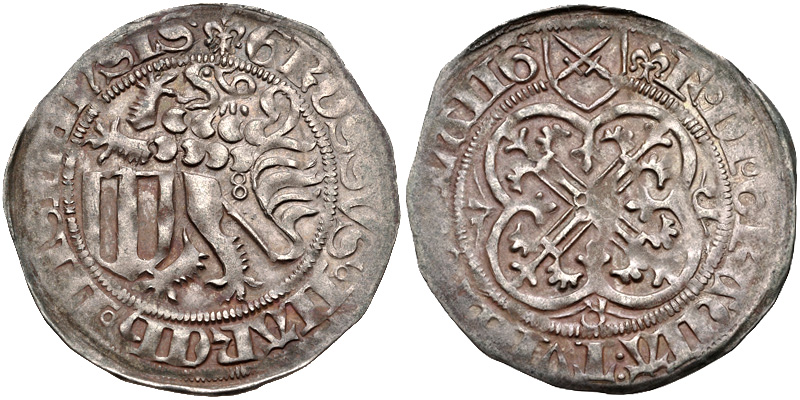
Schwertgroschen der Münzstätte Leipzig, Mmz. Lilie, Münzmeister Hans Stockart, 1457 bis 1464 als Beiwähr geprägt (Krug 916/1, mit Beizeichen doppeltes Ringel, Durchmesser 27 mm, 1,96 g, Silber, beschnitten)

Die Beiwähr oder Beiwähre war der geringer wertige Teil der aus Oberwähr und Beiwähr bestehenden spätmittelalterlichen Doppelwährung der sächsischen Groschenzeit. Sie wurde mit der Münzreform von 1444 eingeführt. Im Gegensatz zur Oberwähr diente die Beiwähr dem allgemeinen Geldverkehr im Land und dem Ankauf des erzgebirgischen Grubensilbers.

## Erläuterung
Die nach der Münzordnung von 1444 geprägten Schildgroschen waren Beiwährgroschen, die in den Münzstätten Leipzig, Freiberg und Zwickau im Wert zu 26 Stück auf den rheinischen Gulden geprägt wurden, während die Judenkopfgroschen Oberwährgroschen waren, von denen 20 Stück einen rheinischen Gulden ergaben.
Die Doppelwährung scheiterte bereits im Jahr 1451 an ihren Auswirkungen, den allgemeinen Münzverwirrungen.
Der zweite Versuch einer Doppelwährung nach der Münzordnung von 1456 mit den bisherigen Groschen unter der neuen Bezeichnung „Schwertgroschen“ als Beiwähr zu 26 Stück, 1461 bereits zu 34 Stück und 1464 42 Stück je rheinischer Gulden (siehe Bild Oben) und den sächsischen Turnosegroschen als Oberwähr, führte schließlich zum endgültigen Scheitern dieses Währungssystems.
Erst mit den von 1465 bis 1469 geprägten Horngroschen schufen die Wettiner übersichtliche Verhältnisse.
Eine andere Art der Beiwähr, von Gerhard Krug als Beiwährung oder Nebenwährung bezeichnet, entstand bei der von Markgraf Friedrich II. dem Ernsthaften (1323–49) neu eingeführten Groschenmünzung, welche die Brakteatenzeit beendete und die spätmittelalterliche Groschenzeit eröffnete. Für die als Breiter Groschen bezeichnete neue Groschenmünze mussten der noch in großen Mengen kursierende alte Prager Groschen und der Brakteatenpfennig als Beiwährung reibungslos eingebunden werden.